# Il nostro domani
Il nostro domani, è il sesto album di  Natale Galletta, pubblicato nel 1984.

## Tracce
1. Anna Maria
2. La porta aperta
3. Sì stata mia
4. A mezzanotte
5. A vita mia sì tu
6. Il nostro domani
7. Tu amica mia
8. Tutte e duie
9. Voglio turnà cu tte
10. Buon viaggio